# Apeadero Quequén
Quequén es una estación ferroviaria ubicada en la localidad del mismo nombre, Provincia de Buenos Aires, Argentina.

## Servicios
Es una estación que forma parte del ramal que une la ciudad de Ayacucho con la ciudad de Necochea. No presta servicios de pasajeros desde fines de la década de 1990. Sus vías están concesionadas a la empresa privada de cargas Ferrosur Roca, que presta esporádicos operativos de carga hacia el puerto de Quequén.

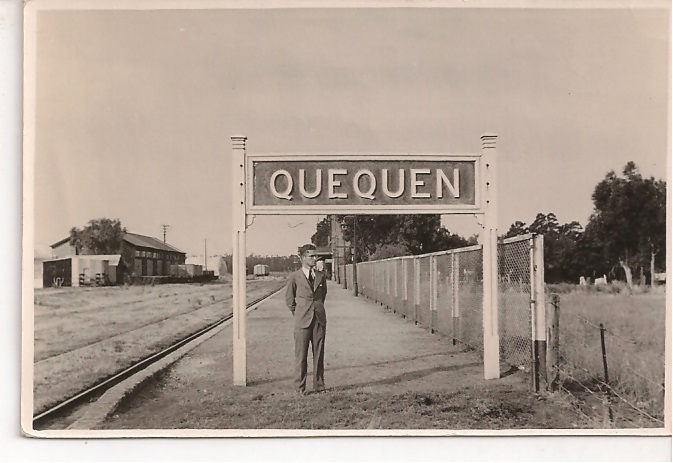
Imagen de Félix Motti en la estación Quequén circa 1940

Hasta fines de los años 90 existió el tren "Brisas del Mar" que unía, al menos tres veces por semana, Constitución, Monte, Las Flores, Rauch, Tandil, Lobería y Quequén.
En el año 2018 sufrió un incendio que tardó tres horas en ser sofocado por dos dotaciones de bomberos. El edificio se hallaba abandonado desde años antes, y habían existido varias propuestas para su refuncionalización, que no prosperaron.